# Prix littéraires 2020
Liste des prix littéraires décernés au cours de l'année 2020 :

## Prix internationaux
- Prix Nobel de littérature : Louise Glück (États-Unis)[1]
- Prix Princesse des Asturies de littérature : Anne Carson (Canada)[2]
- Prix des cinq continents de la francophonie : Beata Umubyeyi Mairesse (Rwanda) pour Tous tes enfants dispersés
- Prix SACD de la dramaturgie francophone : Andrise Pierre pour Elle voulait ou croyait vouloir et puis tout à coup elle ne veut plus ! (Haïti)
- Grand prix de littérature du Conseil nordique : Monika Fagerholm (Finlande) pour Vem dödade Bambi?
- Grand prix littéraire d'Afrique noire : non attribué
- Prix international Booker : Marieke Lucas Rijneveld (Pays-Bas) pour The Discomfort of Evening (De avond is ongemak; Qui sème le vent)
- Prix littéraire international de Dublin : Anna Burns (Irlande du Nord), pour Milkman
- Prix Cervantes : Francisco Brines (Espagne)
- Prix Carbet de la Caraïbe et du Tout-Monde : Élie Stéphenson (France), Yanick Lahens (Haïti) et Alfred Alexandre (d)  (France) pour l'ensemble de leur œuvre
- Grand prix du roman métis :
  - Grand prix du roman métis : Gaëlle Bélem (France) pour Un monstre est là, derrière la porte
  - Prix du roman métis des lycéens : Kaouther Adimi (Algérie) pour Les Petits de décembre et Caroline Laurent (France, Maurice) pour Rivage de la colère
  - Prix du roman métis des lecteurs de la ville de Saint-Denis : Caroline Laurent (France, Maurice) pour Rivage de la colère
- Prix Orange du Livre en Afrique : Youssouf Amine Elalamy (Maroc) pour C’est beau, la guerre
- Neustadt International Prize for Literature : Ismail Kadaré (Albanie)

## Allemagne
- Prix Georg-Büchner : Elke Erb
- Prix Friedrich Hölderlin (Bad Homburg) : Navid Kermani (de)
- Prix Anna-Seghers : Ivna Žic
- Prix du livre allemand : Annette, ein Heldinnenepos d'Anne Weber
- Prix frère et sœur Scholl : Der undankbare Flüchtling, de Dina Nayeri
- Prix Goethe de la ville de Francfort : Dževad Karahasan[3]

## Belgique
- Prix Marcel-Thiry : Judas côté jardin de Juan d'Oultremont
- Prix Victor-Rossel : La Confiture de morts de Catherine Barreau
- Prix Filigranes : Le monde n'existe pas de Fabrice Humbert
- Prix d'honneur Filigranes : La Race des orphelins d'Oscar Lalo
- Prix Goncourt, le choix de la Belgique :

## Canada
- Grand Prix du livre de Montréal : Le Boys club de Martine Delvaux
- Prix Athanase-David : Carole David
- Prix Félix-Leclerc de la poésie : Andréane Frenette-Vallières, pour Juillet, le Nord, aux Éditions du Noroît
- Prix Giller : How to Pronounce Knife de Souvankham Thammavongsa
- Prix littéraire des collégiens : Shuni de Naomi Fontaine
- Prix littéraire France-Québec : Kukum de Michel Jean
- Prix littéraire Québec-France Marie-Claire-Blais : Ça raconte Sarah de Pauline Delabroy-Allard
- Prix littéraires du Gouverneur général 2020 :
  - Catégorie « Romans et nouvelles de langue anglaise » : Michelle Good pour Five Little Indians
  - Catégorie « Romans et nouvelles de langue française » : Sophie Létourneau pour Chasse à l'homme
  - Catégorie « Poésie de langue anglaise » : Anne Carson pour Norma Jean Baker of Troy
  - Catégorie « Poésie de langue française » : Martine Audet pour La société des cendres, suivi de Des lames entières
  - Catégorie « Théâtre de langue anglaise » : Kim Senklip Harvey pour Kamloopa, an Indigenous Matriarch Story
  - Catégorie « Théâtre de langue française » : Martin Bellemare pour Cœur minéral
  - Catégorie « Études et essais de langue anglaise » : Madhur Anand pour This Red Line Goes Straight to Your Heart
  - Catégorie « Études et essais de langue française » : Frédérique Bernier pour Hantises
- Prix Robert-Cliche : Francis de Alexandre Michaud

## Chili
- Prix national de littérature : Elicura Chihuailaf

## Corée du Sud
- Prix Gongcho :
- Prix Jeong Ji-yong :
- Prix de littérature contemporaine (Hyundae Munhak) :
  - Catégorie « Poésie » :
  - Catégorie « Roman » :
  - Catégorie « Critique » :
- Prix Manhae :
- Prix Park Kyung-ni : Yun Heunggil
- Prix Yi Sang : non décerné

## Danemark
- Prix Hans Christian Andersen : Jacqueline Woodson

## Espagne
- Prix Cervantes : Francisco Brines (Espagne)
- Prix Nadal : El mapa de los afectos d'Ana Merino (es)
- Prix Planeta : Eva García Sáenz, pour Aquitania
- Prix national des lettres espagnoles : Luis Mateo Díez
- Prix national de littérature narrative :  Juan Bonilla, pour Totalidad sexual del cosmos
- Prix national de poésie : Olga Novo pour Feliz Idade
- Prix national de la jeune poésie : Alba Cid (es), pour Atlas
- Prix national de l'essai : Irene Vallejo, pour El infinito en un junco[4]
- Prix national de littérature dramatique : Guillem Clua, pour Justicia
- Prix national de littérature d'enfance et de jeunesse : Elia Barceló (es), pour El efecto Frankenstein
- Prix Adonáis de poésie : Abraham Guerrero Tenorio, pour Toda violencia
- Prix Anagrama : Pau Luque (es)
- Prix Loewe : Diego Doncel (es), pour La Fragilidad[5]
- Prix de la nouvelle courte Casino Mieres :
- Prix d'honneur des lettres catalanes : Enric Casasses[6]
- Prix national de littérature de la Generalitat de Catalogne :
- Journée des lettres galiciennes : Ricardo Carvalho Calero
- Prix de la critique Serra d'Or[7] :
  - Catégorie « Roman » : Marta Marín-Dòmine pour Fugir era el més bell que teníem
  - Catégorie « Poésie » : Dolors Miquel pour Ictiosaure
  - Catégorie « Récit » : Víctor Garcia Tur pour El país dels cecs

## États-Unis
- National Book Award : 
  - Catégorie « Fiction » : Charles Yu pour Interior Chinatown
  - Catégorie « Poésie » : Don Mee Choi pour DMZ Colony
  - Catégorie « Essai / Documents » : Les Payne et Tamara Payne pour The Dead Are Arising: The Life of Malcolm X
- Prix Hugo : 
  - Prix Hugo du meilleur roman : Un souvenir nommé empire (A Memory Called Empire) par Arkady Martine
  - Prix Hugo du meilleur roman court : Les Oiseaux du temps (This Is How You Lose the Time War) par Amal El-Mohtar et Max Gladstone
  - Prix Hugo de la meilleure nouvelle longue : Emergency Skin par N. K. Jemisin
  - Prix Hugo de la meilleure nouvelle courte : As the Last I May Know par S. L. Huang
  - Prix Hugo de la meilleure série littéraire : The Expanse (The Expanse) par James S. A. Corey
- Prix Locus :
  - Prix Locus du meilleur roman de science-fiction : The City in the Middle of the Night par Charlie Jane Anders
  - Prix Locus du meilleur roman de fantasy : Middlegame par Seanan McGuire
  - Prix Locus du meilleur roman d'horreur: Black Leopard, Red Wolf par Marlon James
  - Prix Locus du meilleur roman pour jeunes adultes : Dragon Pearl par Yoon Ha Lee
  - Prix Locus du meilleur premier roman : Gideon la Neuvième (Gideon the Ninth) par Tamsyn Muir
  - Prix Locus du meilleur roman court : Les Oiseaux du temps (This Is How You Lose the Time War) par Amal El-Mohtar et Max Gladstone
  - Prix Locus de la meilleure nouvelle longue : Omphalos (Omphalos) par Ted Chiang
  - Prix Locus de la meilleure nouvelle courte : The Bookstore at the End of America par Charlie Jane Anders
  - Prix Locus du meilleur recueil de nouvelles : Expiration (Exhalation) par Ted Chiang
- Prix Nebula :
  - Prix Nebula du meilleur roman : Effet de réseau (Network Effect) par Martha Wells
  - Prix Nebula du meilleur roman court : Ring Shout : Cantique rituel (Ring Shout) par P. Djèlí Clark
  - Prix Nebula de la meilleure nouvelle longue : Deux vérités, un mensonge (Two Truths and a Lie) par Sarah Pinsker
  - Prix Nebula de la meilleure nouvelle courte : Open House on Haunted Hill par John Wiswell
- Prix Pulitzer :
  - Catégorie « Fiction » : Colson Whitehead pour The Nickel Boys (Nickel Boys)
  - Catégorie « Biographie et Autobiographie » : Benjamin Moser pour Sontag: her Life and Work
  - Catégorie « Essai » Greg Grandin pour The End of the Myth: From the Frontier to the Border Wall in the Mind of America et Anne Boyer pour The Undying: Pain, Vulnerability, Mortality, Medicine, Art, Time, Dreams, Data, Exhaustion, Cancer, and Care (Celles qui ne meurent pas) (ex æquo)
  - Catégorie « Histoire » : W. Caleb McDaniel pour Sweet Taste of Liberty: A True Story of Slavery and Restitution in America
  - Catégorie « Poésie » : Jericho Brown pour The Tradition
  - Catégorie « Théâtre » : Michael R. Jackson pour A Strange Loop
- Prix Agatha : 
  - Catégorie « Meilleur roman contemporain » : All the Devils Are Here de Louise Penny
  - Catégorie « Meilleur roman historique » : The Last Mrs. Summers de Rhys Bowen
  - Catégorie « Meilleure nouvelle » : Dear Emily Etiquette de Barb Goffman

## Finlande
- Prix Jarl-Hellemann : Alice Martin, trad. de Daniel Deronda de George Eliot

## France
- Prix Femina : Nature humaine de Serge Joncour
  - Prix Femina étranger : Le Coût de la vie et Ce que je ne veux pas savoir de Deborah Levy (Royaume-Uni)
  - Prix Femina essai : Joseph Kabris ou les Possibilités d'une vie de Christophe Granger
  - Prix Femina des lycéens : Ce qu'il faut de nuit de Laurent Petitmangin
  - Prix spécial : Beyrouth 2020 de Charif Majdalani
- Prix Goncourt : L'Anomalie d'Hervé Le Tellier
  - Prix Goncourt du premier roman : Le Tiers Temps de Maylis Besserie
  - Prix Goncourt des lycéens : Les Impatientes de Djaïli Amadou Amal
  - Prix Goncourt de la nouvelle : Au cœur d'un été tout en or d'Anne Serre
  - Prix Goncourt de la poésie : Michel Deguy pour l'ensemble de son œuvre
  - Prix Goncourt de la biographie : Hugo Pratt, trait pour trait de Thierry Thomas
  - Liste Goncourt : le choix polonais : L'Anomalie d'Hervé Le Tellier, traduit en polonais par Beata Geppert
- Prix Médicis : Le Cœur synthétique de Chloé Delaume
  - Prix Médicis étranger : Un promeneur solitaire dans la foule d'Antonio Muñoz Molina (Espagne)
  - Prix Médicis essai : Fin de combat de Karl Ove Knausgård (Norvège)
- Prix Renaudot : Histoire du fils de Marie-Hélène Lafon
  - Prix Renaudot essai : Les Villes de papier de Dominique Fortier
  - Prix Renaudot du livre de poche : Charles de Gaulle de Éric Roussel
  - Prix Renaudot des lycéens : Le Métier de mourir de Jean-René Van der Plaetsen
- Grand prix du roman de l'Académie française : La Grande Épreuve d'Étienne de Montety
- Prix Interallié : Un crime sans importance d'Irène Frain
- Prix Jean-Freustié : Cette inconnue d'Anne-Sophie Stefanini
- Prix Joseph-Kessel : Nastassja Martin	pour Croire aux fauves
- Prix du Livre Inter : Avant que j'oublie d'Anne Pauly
- Prix Stanislas du premier roman : Ce qu'il faut de nuit de Laurent Petitmangin[8]
- Prix Première Plume : Le dit du mistral, d'Olivier Mak-Bouchard[9]
- Prix du premier roman français : On ne touche pas de Ketty Rouf
- Prix du premier roman étranger : Adios Cow Boy d'Olja Savicevic (Croatie)
- Prix de l'Académie française Maurice-Genevoix : La Vie solide. La Charpente comme éthique du faire d'Arthur Lochmann
- Prix Maurice-Genevoix : non décerné
- Prix François-Mauriac de l'Académie française : Un automne de Flaubert d'Alexandre Postel
- Prix François-Mauriac de la région Aquitaine :
- Grand prix de la francophonie : Lise Gauvin
- Prix Anaïs-Nin : Otages de Nina Bouraoui
- Prix Alexandre-Vialatte : Le Bon Sens de Michel Bernard
- Prix André-Malraux, catégorie roman engagé :
- Prix André-Malraux, catégorie essai sur l'art :
- Prix Décembre : De parcourir le monde et d'y rôder de Grégory Le Floch
- Prix des Deux Magots : Le Dernier Hiver du Cid de Jérôme Garcin
- Prix de Flore : La Grâce de Thibault de Montaigu
- Prix de la Closerie des Lilas : Et toujours les forêts de Sandrine Collette
- Prix Fénéon : Boris Bergmann pour Les Corps insurgés
- Prix France Culture-Télérama (Prix du roman des étudiants France Culture-Télérama) : Chavirer de Lola Lafon
- Prix Landerneau des lecteurs : Chavirer de Lola Lafon
- Prix de la BnF : non décerné
- Prix Boccace : Joël Hamm pour L’Ivresse de la chute
- Prix Jean-Monnet de littérature européenne du département de la Charente : Almudena Grandes ( Espagne) pour Les patients du docteur Garcia
- Grand prix Jean-Giono : Franck Bouysse pour Buveurs de vent
- Prix du Quai des Orfèvres : Les Cicatrices de la nuit d'Alexandre Galien
- Prix des libraires : Âme brisée d'Akira Mizubayashi
- Prix du roman Fnac : Betty de Tiffany McDaniel
- Prix Eugène-Dabit du roman populiste : Des gens comme eux de Samira Sedira (prix sur les deux années 2020 et 2021)[10]
- Grand prix RTL-Lire : Et toujours les forêts de Sandrine Collette
- Prix France Télévisions, catégorie roman :
- Prix France Télévisions, catégorie essai :
- Prix littéraire du Monde : Elle a menti pour les ailes de Francesca Serra[11]
- Grand prix des lectrices de Elle : 
  - Grand Prix du roman : Rien n'est noir de Claire Berest
  - Grand Prix du polar : Mon territoire de Tess Sharpe (d)  (USA)
  - Grand Prix du document : Le Consentement de Vanessa Springora
- Grand Prix Roman de l'été Femme Actuelle : La Conjonction dorée de Benoît Sagaro
  - Coup de cœur du jury : Le déshonneur des Montergnac de Isabelle Buffet
  - Coup de cœur des lectrices : L'amour continue de Joffrey Gabriel
  - Prix du Thriller : Magister Dixit de Sandro Galeazzi et Guillaume Graces
- Grand prix de l'Imaginaire :
  - Grand prix de l'Imaginaire « Roman francophone »  : Les Furtifs d'Alain Damasio
  - Grand prix de l'Imaginaire « Roman étranger»  : Vita Nostra de Marina Diatchenko et Sergueï Diatchenko
  - Grand prix de l'Imaginaire « Nouvelle francophone »  : Helstrid de Christian Léourier
  - Grand prix de l'Imaginaire « Nouvelle étrangère »  : Les Meurtres de Molly Southbourne de Tade Thompson
  - Grand prix de l'Imaginaire « Roman jeunesse francophone »  : L'Arrache-mots de Judith Bouilloc
  - Grand prix de l'Imaginaire « Roman jeunesse étranger »  : La Faucheuse (tomes 1 à 3) de Neal Shusterman
- Grand Prix de Poésie de la SGDL : Carles Diaz, Sus la talvera
- Grand prix du roman métis : Un monstre est là, derrière la porte de Gaëlle Bélem
- Prix Rosny aîné « Roman » : Helstrid de Christian Léourier
- Prix Rosny aîné « Nouvelle » : Quelques gouttes de thé d'Audrey Pleynet
- Prix Russophonie : Anne Coldefy-Faucard pour la traduction de Manaraga de Vladimir Sorokine
- Prix Wepler : De parcourir le monde et d'y rôder de Grégory Le Floch
- Feuille d'or de la ville de Nancy - prix des médias : Ce qu'il faut de nuit de Laurent Petitmangin[12]
- Prix Octave-Mirbeau :
- Grand prix de la ville d'Angoulême : Emmanuel Guibert
- Fauve d'or : prix du meilleur album : Révolution de Florent Grouazel et Younn Locard
- Prix littéraire des Grandes Écoles :
- Prix littéraire ENS Paris-Saclay : Impasse Verlaine de Dalie Farah
- Prix littéraire des étudiants de Sciences Po : À la ligne de Joseph Pontus[13]
- Prix mondial Cino-Del-Duca : Joyce Carol Oates
- Prix Maya : (première récompense littéraire animaliste de France)
  - dans la catégorie « bande-dessinée »  : Insolente Veggie (tome 4) de Rosa B
  - dans la catégorie « roman » : Titan noir de Florence Aubry
  - dans la catégorie "littérature jeunesse" : Fritz d'Isy Ochoa et La Révolte des animaux moches de Coline Pierré
- Prix Marguerite-Yourcenar : Marie NDiaye pour l'ensemble de son œuvre
- Prix Heredia : Charlélie Couture pour La Mécanique du ciel
- Prix Stanislas du premier roman : Laurent Petitmangin pour Ce qu'il faut de nuit
- Prix Orange du Livre : Guillaume Sire pour Avant la longue flamme rouge
- Prix Terre de France : Michel Bernard pour Le bon sens
- Prix Terre de France - Ouest-France : Serge Joncour pour Nature Humaine
- Prix Amerigo-Vespucci : Sandrine Collette pour Et toujours les forêts
- Prix Amerigo-Vespucci Jeunesse : Stéphanie Menu pour Biomimétisme
- Prix Amerigo-Vespucci de la BD géographique : Nicolas de Crécy pour Visa Transit, tome 1

## Italie
- Prix Strega : Il colibri de Sandro Veronesi[14]
  - Prix Strega européen : Judith Schalansky  Allemagne : Inventario di alcune cose perdute (Nottetempo), traduit par Flavia Pantanella
- Prix Bagutta : La bomba de Enrico Deaglio
  - Prix Bagutta de la première œuvre : Jonathan Bazzi, Febbre (Fandango)
- Prix Bancarella : Angela Marsons (en), Le verità sepolte
- Prix Brancati :
  - Fiction :
  - Poésie :
  - Jeunes :
- Prix Campiello : Remo Rapino (it) pour Vita
  - Prix Campiello de la première œuvre : Veronica Galletta (it) pour Le isole di Norman
  - Prix de la Fondation Il Campiello : Alessandro Baricco
  - Prix Campiello Giovani : Michela Panichi pour Meduse
- Prix Malaparte : Amin Maalouf[15].
- Prix Napoli :
  - Fiction : Igiaba Scego pour La linea del colore (Bompiani)
  - Poésie : Tommaso Giartosio (it) pour Come sarei felice (Einaudi)
  - Essai : Davide Sisto pour Ricordati di me (Bollati Boringhieri)
- Prix Stresa : Melania Mazzucco pour L'Architettrice  (Einaudi)
- Prix Viareggio :
  - Roman : Paolo Di Paolo (it), Lontano dagli occhi, (Feltrinelli)
  - Essai : Giulio Ferroni (it), L'Italia di Dante (La nave di Teseo)
  - Poésie : Luciano Cecchinel (it), Da sponda a sponda, (Arcipelago Itaca)
  - Première œuvre : Alberto Albertini, La classe avversa (Hacca)
  - Prix spéciaux : Franco Gabrielli, Natalia Aspesi (it), Massimo Bray, Ilaria Capua, Sandro Luporini (it), Dacia Maraini et Maurizio Serra[16].
- Prix Scerbanenco : Tullio Avoledo (it) pour Nero come la notte[17]
- Prix Raymond-Chandler : John Banville
- Prix Pozzale Luigi Russo : Fabio Genovesi pour Cadrò

## Japon
- Prix Akutagawa : Haneko Takayama, Rin Usami, Haruka Tono

## Monaco
- Prix Prince-Pierre-de-Monaco : Christian Bobin

## Royaume-Uni
- Prix Booker : Douglas Stuart pour Shuggie Bain
- Prix James Tait Black :
  - Fiction : Shola von Reinhold pour Lote
  - Biographie : Doireann Ni Ghriofa pour A Ghost in the Throat
- Women's Prize for Fiction :  Maggie O'Farrell pour Hamnet

## Russie
- Prix Bolchaïa Kniga : Alexandre Ilitchevsky pour le roman Le Dessin de Newton (Чертёж Ньютона)

## Suisse
- Prix Jan-Michalski de littérature : Les Sables de l'empereur de Mia Couto (Mozambique)
- Prix Michel-Dentan : Pascal Janovjak pour Le Zoo de Rome
- Prix du roman des Romands : Matthieu Mégevand pour La bonne vie
- Prix suisses de littérature : Sibylle Berg
- Prix Ahmadou-Kourouma : Hemley Boum pour Les jours viennent et passent